# Jorge-Emilio Lazzarini
Jorge-Emilio Lazzarini (23 febbraio 1955) è un ex sciatore alpino argentino.

## Biografia
Sciatore polivalente, Lazzarini partecipò agli XI Giochi olimpici invernali di Sapporo 1972, dove si piazzò 51º nella discesa libera, 38º nello slalom gigante, 31º nello slalom speciale e 10º nella combinata disputata in sede olimpica ma valida solo per i Mondiali 1972. Non debuttò in Coppa del Mondo.